# أبو جعفر بن حمدان
أبو جعفر أحمد بن حمدان بن علي بن سنان الحيري النيسابوري، أحد علماء أهل السنة والجماعة ومن أعلام التصوف السني في القرن الرابع الهجري، قال عنه أبو عبد الرحمن السلمي بأنّه: «من كبار مَشَايِخ نيسابور»، ووصفه الذهبي بأنه: «الإمام الحافظ الزاهد القدوة، المُجاب الدعوة، شيخ الإسلام»، وقال عنه أبو عثمان الحيري: «من أحبَّ أن ينظر إلى سبل الخائفين، فلينظر إلى أبي جعفر». وُلد سنة 240 هـ، وتوفي سنة 311 هـ، وقد خلف ولدين مشهورين هما: شيخ خوارزم أبا العباس بن حمدان، ومسند نيسابور أبا عمرو بن حمدان.

## شيوخه وتلاميذه
سمع من: أحمد بن الأزهر، وعبد الله بن هاشم الطوسي، وعبد الرحمن بن بشر، ومحمد بن يحيى الذهلي، فمن بعدهم ببلده نيسابور، وأخذ عن: أبي يحيى بن أبي ميسرة، وأبي عمرو بن أبي غرزة الغفاري، وإسماعيل القاضي، وعثمان بن سعيد الدارمي، والحسن بن علي بن زياد، ومعاذ بن نجدة. وحدث عنه: أبو عثمان الحيري، وأبو علي الحسين بن علي الحافظ، وعبد الله بن سعد، وأبو الوليد حسان بن محمد، وأبو العباس بن عقدة، وابناه.
صحب أيضاً أبا عثمان الحيري، وأبا حفص النيسابوري.

## من أقواله
- تكبر المطيعين على العصاة بطاعتهم شَرّ من معاصيهم وأضر عَلَيْهِم.[1]
- غفلتك عَن تَوْبَة من ذَنْب ارتكبته شَرّ من ارتكابه.[1]
- جمال الرجل فِي حسن مقاله وكماله فِي صدق فعاله.[1]
- ذمك لأخيك بعيوبه يوقعك فِيمَا تذمه وَشر مِنْهُ وَلَو وفقت لَدَعَوْت لَهُ وَرَحمته وَخفت على نَفسك من مثله وشكرت الله تَعَالَى حَيْثُ لم يبلك بِمَا بلاه بِهِ.[1]